# Espigueiros de Soajo

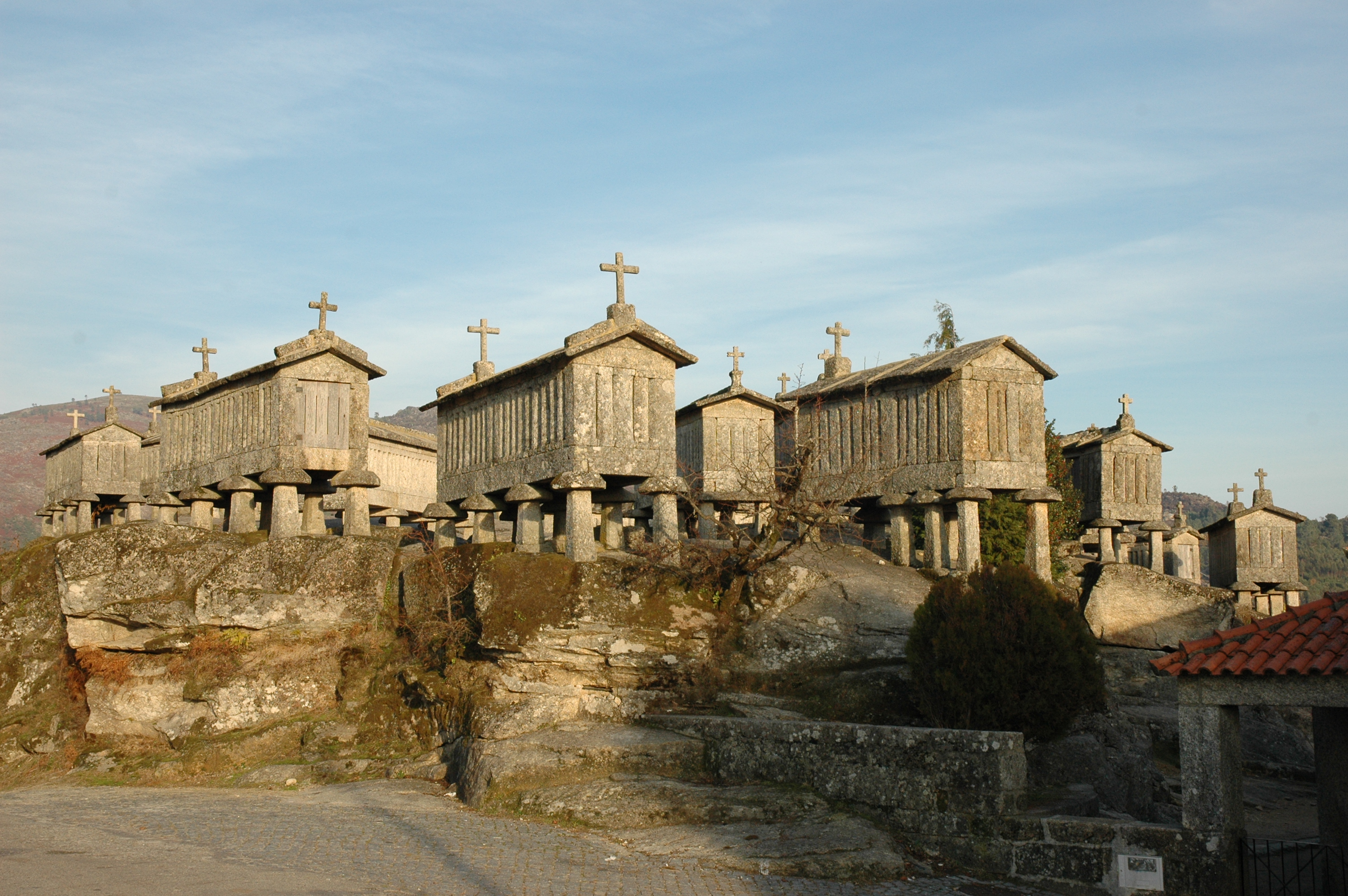
Espigueiros no Soajo

O conjunto dos Espigueiros de Soajo (Soajo, Arcos de Valdevez) compõem uma eira comunitária constituída por 24 espigueiros, todos em pedra e assentes num afloramento de granito. O mais antigo data de 1782. 
O conjunto está classificado como Imóvel de Interesse Público desde 1983.